# Llista de caos de Mart
En aquest article només es mostra els noms oficials aprovats per la Unió Astronòmica Internacional (UAI).
Aquesta és una llista de chaoses amb nom de Mart.

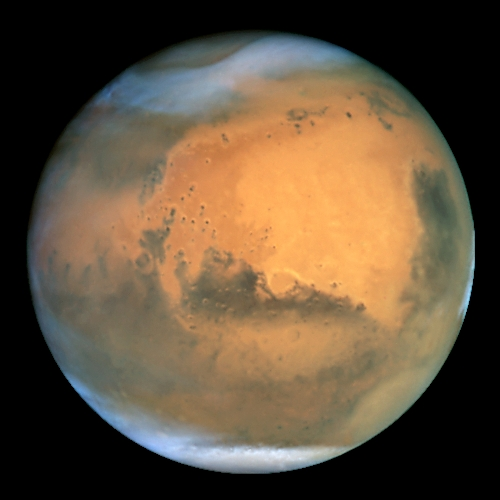
Imatge de Mart
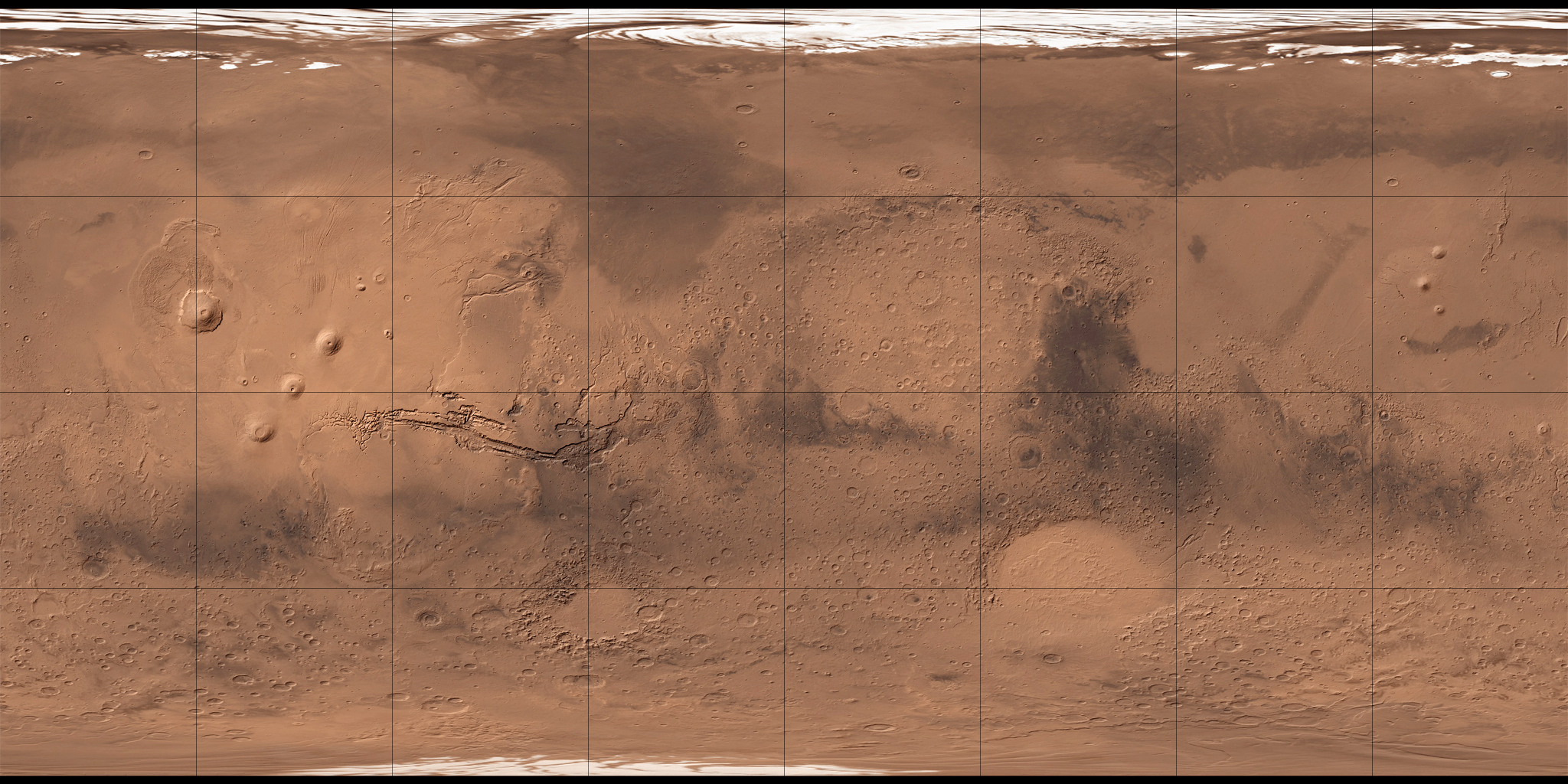
Mapa topogràfic de Mart
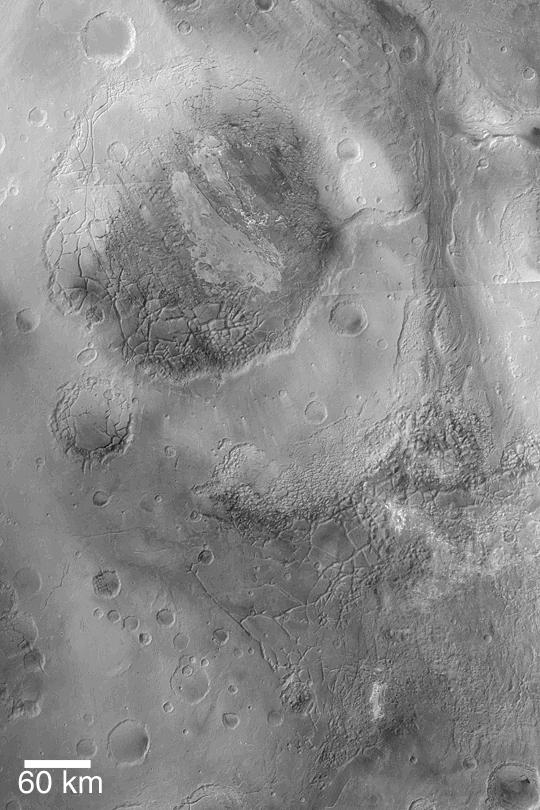
Imatge d'Aram Chaos realitzada per la sonda espacial Mars Global Surveyor. Al sud-est, a la part inferior dreta, es troba Iani Chaos

Els chaoses de Mart s'originen generalment a causa d'un enfonsament irregular del terreny; en aquests casos la superfície apareix trencada en blocs amb contorns irregulars.

## Llista
Els chaoses de Mart tenen el nom de característiques d'albedo propers, que tenen noms de la mitologia grega i romana que els astrònoms Giovanni Schiaparelli i Eugène Antoniadi van assignar als seus mapes.
La latitud i la longitud es donen com a coordenades planetogràfiques amb longitud oest (+ Oest; 0-360).
| Chaos              | Coordenades                              | Diàmetre (km) | Epònim                             | Ref.  |
| ------------------ | ---------------------------------------- | ------------- | ---------------------------------- | ----- |
| Aeolis Chaos       | 7° 08′ S, 209° 24′ O / 7.13°S,209.4°O    | 201,00        | Nom d'una característica d'albedo. | WGPSN |
| Aram Chaos         | 2° 31′ N, 22° 23′ O / 2.52°N,22.39°O     | 283,81        | Nom d'una característica d'albedo. | WGPSN |
| Aromatum Chaos     | 1° 02′ S, 42° 58′ O / 1.03°S,42.97°O     | 72,80         | Nom d'una característica d'albedo. | WGPSN |
| Arsinoes Chaos     | 7° 40′ S, 27° 55′ O / 7.66°S,27.92°O     | 200,08        | Nom d'una característica d'albedo. | WGPSN |
| Atlantis Chaos     | 34° 17′ S, 177° 19′ O / 34.28°S,177.31°O | 181,37        | Nom d'una característica d'albedo. | WGPSN |
| Aureum Chaos       | 3° 53′ S, 26° 58′ O / 3.89°S,26.96°O     | 351,03        | Nom d'una característica d'albedo. | WGPSN |
| Aurorae Chaos      | 8° 28′ S, 34° 49′ O / 8.47°S,34.81°O     | 713,92        | Nom d'una característica d'albedo. | WGPSN |
| Baetis Chaos       | 0° 10′ S, 60° 24′ O / 0.17°S,60.4°O      | 66,66         | Nom d'una característica d'albedo. | WGPSN |
| Candor Chaos       | 6° 56′ S, 72° 35′ O / 6.94°S,72.58°O     | 0,00          | Nom d'una característica d'albedo. | WGPSN |
| Caralis Chaos      | 37° 12′ S, 181° 24′ O / 37.2°S,181.4°O   | 103,35        | Nom d'una característica d'albedo. | WGPSN |
| Chryse Chaos       | 9° 52′ N, 37° 11′ O / 9.86°N,37.19°O     | 658,89        | Nom d'una característica d'albedo. | WGPSN |
| Echus Chaos        | 10° 47′ N, 74° 43′ O / 10.79°N,74.72°O   | 480,51        | Nom d'una característica d'albedo. | WGPSN |
| Eos Chaos          | 16° 49′ S, 46° 31′ O / 16.82°S,46.52°O   | 497,85        | Nom d'una característica d'albedo. | WGPSN |
| Erythraeum Chaos   | 21° 50′ S, 12° 23′ O / 21.84°S,12.38°O   | 147,63        | Nom d'una característica d'albedo. | WGPSN |
| Galaxias Chaos     | 33° 50′ N, 213° 29′ O / 33.83°N,213.48°O | 234,48        | Nom d'una característica d'albedo. | WGPSN |
| Ganges Chaos       | 9° 46′ S, 46° 02′ O / 9.76°S,46.04°O     | 113,73        | Nom d'una característica d'albedo. | WGPSN |
| Gorgonum Chaos     | 37° 16′ S, 170° 54′ O / 37.26°S,170.9°O  | 150,71        | Nom d'una característica d'albedo. | WGPSN |
| Hellas Chaos       | 47° 07′ S, 295° 35′ O / 47.12°S,295.59°O | 590,62        | Nom d'una característica d'albedo. | WGPSN |
| Hydaspis Chaos     | 3° 05′ N, 26° 56′ O / 3.09°N,26.93°O     | 336,04        | Nom d'una característica d'albedo. | WGPSN |
| Hydrae Chaos       | 5° 54′ S, 59° 58′ O / 5.9°S,59.97°O      | 66,00         | Nom d'una característica d'albedo. | WGPSN |
| Hydraotes Chaos    | 1° 07′ N, 35° 17′ O / 1.12°N,35.29°O     | 419,04        | Nom d'una característica d'albedo. | WGPSN |
| Iani Chaos         | 2° 11′ S, 17° 02′ O / 2.19°S,17.04°O     | 450,51        | Nom d'una característica d'albedo. | WGPSN |
| Iamuna Chaos       | 0° 17′ S, 40° 37′ O / 0.28°S,40.61°O     | 21,72         | Nom d'una característica d'albedo. | WGPSN |
| Ister Chaos        | 12° 57′ N, 56° 34′ O / 12.95°N,56.56°O   | 109,10        | Nom d'una característica d'albedo. | WGPSN |
| Margaritifer Chaos | 9° 18′ S, 21° 42′ O / 9.3°S,21.7°O       | 383,67        | Nom d'una característica d'albedo. | WGPSN |
| Nia Chaos          | 6° 44′ S, 67° 23′ O / 6.74°S,67.38°O     | 48,00         | Nom d'una característica d'albedo. | WGPSN |
| Nilus Chaos        | 25° 23′ N, 76° 57′ O / 25.39°N,76.95°O   | 283,00        | Nom d'una característica d'albedo. | WGPSN |
| Oxia Chaos         | 0° 13′ N, 39° 52′ O / 0.22°N,39.87°O     | 24,12         | Nom d'una característica d'albedo. | WGPSN |
| Pyrrhae Chaos      | 10° 28′ S, 28° 24′ O / 10.46°S,28.4°O    | 162,35        | Nom d'una característica d'albedo. | WGPSN |
| Xanthe Chaos       | 11° 52′ N, 42° 13′ O / 11.87°N,42.22°O   | 34,37         | Nom d'una característica d'albedo. | WGPSN |